# Nikephoritzes
Nikephoritzes (mittelgriechisch Νικηφορίτζης; † 1078 auf Oxeia) war ein byzantinischer Eunuch und einflussreicher Beamter unter den Kaisern Romanos IV. und  Michael VII. Sein eigentlicher Name war Nikephoros.

## Leben
Nikephoritzes, der aus dem Thema Bukellarion stammte, diente unter Konstantin IX. in der kaiserlichen Hofkanzlei. Konstantin X. versetzte ihn als Gouverneur nach Antiochia am Orontes, weil er angeblich die Kaiserin Eudokia Makrembolitissa als Ehebrecherin verleumdet hatte. Nach dem Tod des Kaisers  und ihrer Übernahme der Regentschaft wurde Nikephoritzes inhaftiert. Der neue Kaiser Romanos IV. setzte ihn jedoch 1068 wieder auf freien Fuß und ernannte ihn zum Praitor (Zivilgouverneur) der kombinierten Themen Hellas und Peloponnes. Michael VII. rief ihn nach seiner Krönung am 24. Oktober 1071 an den Hof in Konstantinopel zurück, um in der neuen Regierung unter der Führung des Kaisars Johannes Dukas zu dienen. Als Logothet des Dromos gewann Nikephoritzes rasch an Einfluss und Macht. Er drängte die anderen führenden Köpfe der Regierung, darunter Michael Psellos, in den Hintergrund und zwang schließlich im Herbst 1073 auch seinen Förderer, den Kaisar Johannes, sich aus der politischen Führung ins Privatleben auf seine Güter zurückzuziehen.
Als De-facto-Regent widmete Nikephoritzes sich der Reorganisation des nach der Schlacht von Manzikert schwer erschütterten Reiches. Seine erste Priorität war es, die Schatzkammer wieder aufzufüllen. Dazu griff er zu radikalen Steuermaßnahmen, die große Not sowohl in den Provinzen als auch in Konstantinopel verursachten, während er zugleich darauf bedacht war, seinen persönlichen Reichtum zu vergrößern. Er gründete auch ein zentrales Getreidelager (phundax) bei Raidestos, um die Versorgung der Hauptstadt zu verbessern. Dennoch kam es im Winter 1076/77 in Konstantinopel zu einer Hungersnot, für die Attaleiates den Eunuchen direkt verantwortlich machte. Zur gleichen Zeit brach im Thema Paristrion ein Aufstand aus, weil Nikephoritzes die jährlichen Zahlungen an die lokalen Mixobarbaroi und die Petschenegen eingestellt hatte. Der Vestarch Nestor, der geschickt wurde, um die Angelegenheit zu regeln, schloss sich der Revolte an. Bemerkenswerterweise beschränkten sich die Forderungen der Rebellen auf die Entlassung des Nikephoritzes, jedoch ging Kaiser Michael VII. darauf nicht ein. Nachdem sie Raidestos eingenommen und das dortige Getreidelager niedergebrannt hatten, zog sich Nestor mit den verbündeten Petschenegen nach Paristrion zurück, das damit für die nächsten zwei Jahrzehnte der kaiserlichen Kontrolle entglitt.
Nikephoritzes versuchte auch, die Armee zu reformieren und in diesem Zusammenhang das Tagma der Athanatoi zu reaktivieren. Denn die militärische Lage während seiner Amtszeit war katastrophal: Im Westen sah sich Byzanz mit Angriffen der Bulgaren unter Georgi Vojtech und dem selbsternannten Zaren Konstantin Bodin wie auch der Normannen unter Robert Guiskard konfrontiert, in Kleinasien mit der Rebellion des Roussel Phrangopolos und dem wachsenden Druck der Seldschuken. Obwohl sich Nikephoritzes als durchaus fähiger Administrator erwies, zog er durch Habgier und Korruption wachsenden Unmut auf sich. Die Opposition formierte sich rund um den antiochenischen Patriarchen Aimilianos, einen alten Feind des Nikephoritzes, mit Unterstützung mehrerer Bischöfe und Gilden der Hauptstadt. Im Sommer 1077 rebellierten Nikephoros Bryennios auf dem Balkan und Nikephoros Botaneiates in Kleinasien gegen Michael VII. Bryennios zog gegen Konstantinopel, doch die Plünderung der Vororte durch seine Truppen schreckte die Bürger der Hauptstadt ab, so dass er sich zurückziehen musste. Als Reaktion versammelte sich am 7. Januar 1078 eine Gruppe oppositioneller Bischöfe in der Hagia Sophia und bestätigte Botaneiates als rechtmäßigen Kaiser. Nikephoritzes ließ die Synode auflösen, wofür er vom Patriarchen Kosmas I. exkommuniziert wurde. Alexios Komnenos, der unter Nikephoritzes im Militär Karriere gemacht hatte, schlug vor, den Widerstand gewaltsam zu unterdrücken, aber Michael VII. entschied sich zur Abdankung, womit der Thron für Botaneiates frei wurde.
Nikephoritzes floh aus Konstantinopel nach Herakleia zu Roussel Phrangopolos, der ihn jedoch in Ketten legen ließ. Als Roussel kurz darauf unter mysteriösen Umständen starb, wurde Nikephoritzes verdächtigt, ihn vergiftet zu haben. Roussels Verwandte lieferten den Eunuchen daraufhin an den neuen Kaiser aus, der ihn zuerst auf die Prinzeninsel Prote und dann nach Oxeia verbannte, wo er schwer gefoltert wurde und wenig später starb.